# Segel-Weltmeisterschaften 2023
Die Segel-Weltmeisterschaften 2023 fanden vom 8. bis 20. August 2023 in Den Haag, Niederlande, statt.
Insgesamt wurden 14 Wettbewerbe in verschiedenen Bootsklassen ausgetragen, davon je vier bei den Männern und bei den Frauen sowie zwei offene Klassen. Diese Regatten wurden bei Scheveningen ausgetragen. Die übrigen vier Wettbewerbe setzten sich aus je einem Para-Wettkampf für Männer und Frauen sowie zwei offenen Para-Wettkampfklassen zusammen, die auf dem Braassemermeer stattfanden. Die Weltmeisterschaften waren zugleich Hauptqualifikationswettkämpfe für die Segelwettbewerbe bei den Olympischen Sommerspielen 2024 in Paris.

## Ergebnisse
Die Platzierungen bei den einzelnen Regatten eines Wettbewerbs wurden in Punkte umgerechnet. Das Ergebnis der schlechtesten Platzierung wurde als Streichergebnis nicht berücksichtigt. Die Addition der Punkte bestimmte über die Abschlussplatzierung, wobei das Boot mit der niedrigsten Punktzahl gewann.

### Männer
| Bootsklasse             | Gold                               | Silber                             | Bronze                      |
| ----------------------- | ---------------------------------- | ---------------------------------- | --------------------------- |
| Windsurfen iQFoiL       | Luuc van Opzeeland                 | Sebastian Kördel                   | Nicolò Renna                |
| Laser                   | Matthew Wearn                      | Michael Beckett                    | George Gautrey              |
| 49er                    | Bart Lambriex Floris van de Werken | Sebastien Schneiter Arno De Planta | Diego Botín Florián Trittel |
| Kitesurfen Formula Kite | Maximilian Maeder                  | Toni Vodišek                       | Axel Mazella                |

### Frauen
| Bootsklasse             | Gold                         | Silber                          | Bronze                      |
| ----------------------- | ---------------------------- | ------------------------------- | --------------------------- |
| Windsurfen iQFoiL       | Shahar Tibi                  | Katy Spychakov                  | Emma Wilson                 |
| Laser Radial            | Mária Érdi                   | Maud Jayet                      | Anne-Marie Rindom           |
| 49erFX                  | Vilma Bobeck Rebecca Netzler | Odile van Aanholt Annette Duetz | Olivia Price Evie Haseldine |
| Kitesurfen Formula Kite | Lauriane Nolot               | Eleanor Aldridge                | Lily Young                  |

### Offen
| Bootsklasse | Gold                        | Silber                    | Bronze                     |
| ----------- | --------------------------- | ------------------------- | -------------------------- |
| 470er       | Keiju Okada Miho Yoshioka   | Jordi Xammar Nora Brugman | Tetsuya Isozaki Yurie Seki |
| Nacra 17    | Caterina Banti Ruggero Tita | Anna Burnet John Gimson   | Hanna Jonsson Emil Järudd  |

### Para
| Bootsklasse        | Gold                          | Silber                       | Bronze                     |
| ------------------ | ----------------------------- | ---------------------------- | -------------------------- |
| Männer Hansa 303   | Piotr Cichocki                | Takumi Niwa                  | João Pinto                 |
| Frauen Hansa 303   | Betsy Alison                  | Olga Gornas-Grudzien         | Alison Weatherly           |
| 2.4mR              | Heiko Kröger                  | Antonio Squizzato            | Davide Di Maria            |
| RS Venture Connect | Ange Margaron Olivier Ducruix | Pedro Reis Guilherme Ribeiro | John McRoberts Scott Lutes |

## Medaillenspiegel
| Platz  | Land                   | Gold | Silber | Bronze | Gesamt |
| ------ | ---------------------- | ---- | ------ | ------ | ------ |
| 01     | Niederlande            | 2    | 1      | —      | 3      |
| 02     | Frankreich             | 2    | —      | 1      | 3      |
| 03     | Italien                | 1    | 1      | 2      | 4      |
| 04     | Japan                  | 1    | 1      | 1      | 3      |
| 05     | Deutschland            | 1    | 1      | —      | 2      |
| 05     | Israel                 | 1    | 1      | —      | 2      |
| 05     | Polen                  | 1    | 1      | —      | 2      |
| 08     | Australien             | 1    | —      | 2      | 3      |
| 09     | Schweden               | 1    | —      | 1      | 2      |
| 10     | Singapur               | 1    | —      | —      | 1      |
| 10     | Ungarn                 | 1    | —      | —      | 1      |
| 10     | Vereinigte Staaten     | 1    | —      | —      | 1      |
| 13     | Vereinigtes Königreich | —    | 3      | 2      | 5      |
| 14     | Schweiz                | —    | 2      | —      | 2      |
| 15     | Portugal               | —    | 1      | 1      | 2      |
| 15     | Spanien                | —    | 1      | 1      | 2      |
| 17     | Slowenien              | —    | 1      | —      | 1      |
| 18     | Dänemark               | —    | —      | 1      | 1      |
| 18     | Kanada                 | —    | —      | 1      | 1      |
| 18     | Neuseeland             | —    | —      | 1      | 1      |
| Gesamt | Gesamt                 | 14   | 14     | 14     | 42     |